# Oyster Bay (New York)
Oyster Bay è un comune degli Stati Uniti, nella Contea di Nassau, nello Stato di New York. Fa parte dell'area metropolitana di New York.

## Geografia
Situata nella parte centrale dell'isola di Long Island, Oyster Bay confina ad est con la Contea di Suffolk essendo il più orientale dei tre comuni della contea di Nassau, ed occupa un settore che attraversa tutta l'isola affacciandosi sia sul Long Island Sound a nord che sull'Oceano Atlantico a sud.

## Località
Il comune di Oyster Bay è formato dalle seguenti località:

### Village
- Bayville
- Brookville
- Centre Island
- Cove Neck
- East Hills, in parte nel territorio di North Hempstead
- Farmingdale
- Lattingtown
- Laurel Hollow
- Massapequa Park
- Matinecock
- Mill Neck
- Muttontown
- Old Brookville
- Old Westbury, in parte nel territorio di North Hempstead
- Oyster Bay Cove
- Roslyn Harbor, in parte nel territorio di North Hempstead
- Sea Cliff
- Upper Brookville

### Hamlet
- Bethpage
- East Massapequa
- East Norwich
- Glen Head
- Glenwood Landing, in parte nel territorio di North Hempstead
- Greenvale, in parte nel territorio di North Hempstead
- Hicksville
- Jericho
- Locust Valley
- Massapequa
- North Massapequa
- Old Bethpage
- Oyster Bay
- Plainedge
- Plainview
- South Farmingdale
- Syosset
- Woodbury